# The Biggest Dreamer (canción de Kōji Wada)
"The Biggest Dreamer" (ザ ビッゲスト ドリーマー) ("El Más Grande Soñador" en español) es un sencillo del cantante japonés Kōji Wada lanzado en el 2001.

## Resumen
"The Biggest Dreamer" es el tema de apertura del anime de TV "Digimon Tamers". La serie se emitió en Fuji TV. "Digimon Tamers" es la tercera serie en la franquicia anime "Digimon", y al igual que en sus dos temporadas anteriores Wada se encargó de interpretar el tema de apertura.
"Wind" (風 Kaze) es una canción de acoplación con letras escritas por Kōji Wada. Ha sido designada como una canción ambiental en "Digimon Tamers".

## Lista de canciones
| N.º | Título                                   | Música                               | Arreglistas(s)               | Duración |  |
| 1.  | «The Biggest Dreamer»                    | Hiroshi Yamada Michihiko Ohta        | Michihiko Ohta               | 3:50     |  |
| 2.  | «Wind (風 Kaze)»                         | Hiroshi Wamada Kōji Wada Kaoru Ōkubo | Cher Watanabe Hiroshi Yamada | 3:54     |  |
| 3.  | «The Biggest Dreamer» (Original Karaoke) | Hiroshi Yamada Michihiko Ohta        | Michihiko Ohta               | 3:50     |  |
| 4.  | «Wind (風 Kaze)» (Original Karaoke)      | Hiroshi Wamada Kōji Wada Kaoru Ōkubo | Cher Watanabe Hiroshi Yamada | 3:54     |  |

### 1.ª edición limitada
| N.º | Título                                                                     | Música                               | Arreglistas(s)               | Duración |  |
| 1.  | «The Biggest Dreamer»                                                      | Hiroshi Yamada Michihiko Ohta        | Michihiko Ohta               | 3:50     |  |
| 2.  | «Wind (風 Kaze)»                                                           | Hiroshi Wamada Kōji Wada Kaoru Ōkubo | Cher Watanabe Hiroshi Yamada | 3:54     |  |
| 3.  | «The Biggest Dreamer» (Original Karaoke)                                   | Hiroshi Yamada Michihiko Ohta        | Michihiko Ohta               | 3:50     |  |
| 4.  | «Wind (風 Kaze)» (Original Karaoke)                                        | Hiroshi Yamada Kōji Wada Kaoru Ōkubo | Cher Watanabe Hiroshi Yamada | 3:54     |  |
| 5.  | «The Pocket Culumon Song (♪ポケットクルモンのうた Poketto Culumon no Uta)» | Hiromu Fukui                         | Hiromu Fukui                 | 0:16     |  |

### 2.ª edición limitada
| N.º | Título                                   | Música                        | Arreglistas(s) | Duración |  |
| 1.  | «The Biggest Dreamer»                    | Hiroshi Yamada Michihiko Ohta | Michihiko Ohta | 3:50     |  |
| 2.  | «Smile (笑顔 Egao)»                      | Kōji Wada Michihiko Ohta      | Michihiko Ohta | 5:13     |  |
| 3.  | «Butter-Fly»                             | Hidenori Chiwata              | Cher Watanabe  | 4:18     |  |
| 4.  | «The Biggest Dreamer» (Original Karaoke) | Hiroshi Wamada Michihiko Ohta | Michihiko Ohta | 3:50     |  |